# 幸運角
54°3′S 37°16′W / 54.050°S 37.267°W
幸運角（英語：Luck Point）是南極洲的海岬，位於南喬治亞島島嶼灣，處於海豹灣入口處的西部，在1929至1930年被英國探險隊繪入地圖。